# Psilotreta pyonga
Psilotreta pyonga là một loài Trichoptera trong họ Odontoceridae. Chúng phân bố ở miền Cổ bắc.